# Aeroportul Novo Aripuana
Aeroportul Novo Aripuana (IATA: NVP, ICAO: SWNA) este un aeroport din Novo Aripuanã, Amazonas, Brazilia ce deservește zona Novo Aripuanã. Aeroportul a fost tranzitat în 2003 de 419 pasageri. A fost numit după zona deservită.
Situat la o altitudine de 36 m, aeroportul dispune de 2 piste.

## Infrastructură

### Piste
Aeroportul dispune de 2 piste. Pista 7/25 are suprafața de asfalt și dimensiunile 1.200 m × 27 m. Pista 07/25 are suprafața de asfalt și dimensiunile 1.200 m × 27 m. 